# Rin.
Rin.（りんどっと、1985年4月13日 - ）は、日本のAV女優。
東京都出身。血液型：A型。身長：163cm。スリーサイズ：B83・W56・H84。Bカップ。

## 略歴
2004年に『ドリームシャワー Rin.』（ワープエンタテインメント）でAVデビュー。

## 作品

### アダルトビデオ
- ドリームシャワー Rin.（2004年7月3日、ワープエンタテインメント）※デビュー作
- TOKYO Rin.*Rin.*Land（2004年8月6日、ワープエンタテインメント）
- 飲み友達 Rin.（2004年11月3日、ワープエンタテインメント）
- Back[s] Rin.（2004年12月3日、ワープエンタテインメント）
- 交尾 [べろべろ密着合体レズビアン]　（2005年1月5日、ワープエンタテインメント）
- 対決。Rin.（2005年2月5日、ワープエンタテインメント）
- デジタルモザイクVol.066（2005年3月15日、MOODYZ）
- ボクのゴックン♥穴PET（2005年4月15日、MOODYZ）
- ドリームウーマン×ザーメン酔拳DX8（2005年7月1日、MOODYZ）
- アナル猟奇！ 女穴輪姦（2005年8月1日、MOODYZ）
- 使い捨てM奴隷23（2005年9月1日、MOODYZ）
- ゴックンくらぶ9（2005年10月1日、MOODYZ）
- ダンシングノーモザイクおまんこ メコスジ&クイコミダンススペシャル（2006年6月13日、カルマ）
- Pink★Gals　［女豹ギャルズ］（2007年2月15日 ドリームチケット）
- R*Queen（猥褻レースクイーン） 撮り下ろし4時間（2007年4月15日 ドリームチケット）